# Universidade Paris-Sorbonne
Universidade Paris 4 - Paris-Sorbonne (em francês Université Paris-Sorbonne (Paris IV)) foi uma universidade em Paris, capital da França. Foi uma das universidades que herdaram as antigas faculdades de ciências humanas da antiga Universidade de Paris. Em 2018, fusionou-se com a prestigiosa faculdade de medicina e ciências  Pierre-et-Marie-Curie, adquirindo o novo nome de Sorbonne Université.

## Origens
A Universidade de Paris 4 Paris-Sorbonne foi uma das 3 universidades de Paris que herdaram o campus da Sorbonne, assim como seu  nome, após a divisão ocorrida na Universidade de Paris - em conseqüência aos eventos ocorridos em 1968, o "Maio Francês". As outras foram a Paris 1 Pantheon-Sorbonne e a Paris 3 Sorbonne Nouvelle. 